# Phaeoura
Phaeoura is een geslacht van vlinders van de familie spanners (Geometridae), uit de onderfamilie Ennominae.

## Soorten
- P. aetha Rindge, 1961
- P. belua Rindge, 1961
- P. cana Rindge, 1961
- P. cladonia Felder & Rogenhofer, 1875
- P. cristifera Hulst, 1896
- P. encelada Cramer, 1777
- P. ianthina Rindge, 1961
- P. kirkwoodi Rindge, 1961
- P. mexicanaria Grote, 1883
- P. perfidaria Barnes & McDunnough, 1917
- P. quernaria Smith, 1797
- P. spadix Rindge, 1961
- P. utahensis Cassino & Swett, 1923